# Ferdinand Payan
Ferdinand Payan (Arles, 21 de abril de 1870 - Nice, 17 de agosto de 1961) foi um ciclista profissional da França.

## Participações no Tour de France
- Tour de France 1903: 12º colocado classificação geral
- Tour de France 1904: abandonou
- Tour de France 1906: 12º colocado classificação geral
- Tour de France 1907: 10º colocado classificação geral
- Tour de France 1908: 24º colocado classificação geral
- Tour de France 1909: abandonou
- Tour de France 1911: abandonou
- Tour de France 1912: abandonou